# Homotrema
Homotrema es un género de foraminífero bentónico de la familia Homotrematidae, de la superfamilia Acervulinoidea, del suborden Rotaliina y del orden Rotaliida. Su especie tipo es Millepora rubra. Su rango cronoestratigráfico abarca desde el Mioceno hasta la Actualidad.

## Clasificación
Homotrema incluye a las siguientes especies:
- Homotrema hemispherica
- Homotrema rubra

Otras especies consideradas en Homotrema son:
- Homotrema pacifica, de posición genérica incierta
- Homotrema singaporensis, de posición genérica incierta